# ماکس ماکسودیان
ماکس ماکسودیان (ارمنی: Մաքս Մաքսուդյան; فرانسوی: Max Maxudian‎؛ ۱۲ ژوئن ۱۸۸۱ – ۲۰ ژوئیه ۱۹۷۶) بازیگر فیلم صامت و تئاتر فرانسوی ارمنی‌تبار بود.

## بخشی از فیلمشناسی
از فیلم‌ها یا برنامه‌های تلویزیونی که وی در آن نقش داشته است می‌توان به آثار زیر اشاره کرد.
- چرخ (۱۹۲۳)
- عرب (۱۹۲۴)
- ناپلئون (۱۹۲۷)
- ناهید (۱۹۲۹)
- گلگتا (۱۹۳۵)